# Ostha sileniata
Ostha sileniata là một loài bướm đêm trong họ Noctuidae.